# Tess Daly
Helen Elizabeth Daly, detta Tess (Stockport, 29 marzo 1969), è una conduttrice televisiva britannica.
È nota in particolare come volto del programma TV della BBC One Strictly Come Dancing, che conduce o coconduce dal 2004. Tra le altre trasmissioni a cui ha preso parte vi sono Just the Two of Us (2006-2007), SMTV Live (2002-2003) e Children in Need.
Dal 2003 è sposata con il collega Vernon Kay.
Nel 1990 ha partecipato come modella al video dei Duran Duran intitolato Serious, il brano inserito nell'album Liberty e nel 1993 a quello di Sweet Harmony dei The Beloved.